# Amt Werne (Kreis Lüdinghausen)
| Amt in Preußen     | Amt in Preußen      |
| ------------------ | ------------------- |
| Name               | Werne               |
| Provinz            | Westfalen           |
| Regierungsbezirk   | Münster             |
| Kreis              | Lüdinghausen        |
| Bestandszeitraum   | 1844–1923           |
| Fläche             | 75.75 km²           |
| Einwohner          | 5679 (1910)         |
| Bevölkerungsdichte | 75 Einw./km² (1910) |
| Gemeinden          | 3                   |

Das Amt Werne war bis 1922 ein Amt im  Kreis Lüdinghausen in der preußischen Provinz Westfalen.

## Geschichte
Im Rahmen der Einführung der Landgemeindeordnung für die Provinz Westfalen wurde 1843 im Kreis Steinfurt aus der Landbürgermeisterei Werne das Amt Werne gebildet. Dem Amt gehörten die Landgemeinde Werne (später Kirchspiel Werne genannt) sowie die Gemeinden Capelle und Stockum an. Die Stadt Werne an der Lippe gehörte nicht zu dem Amt und blieb amtsfrei. Ursprünglich sollte auch die Gemeinde Herbern zum Amt Werne gehören, dies wurde aber schon 1844 korrigiert und Herbern bildete seitdem ein eigenes Amt.
Am 1. November 1922 wurde die Landgemeinde Werne in die Stadt Werne eingemeindet. Als Konsequenz wurde das Amt Werne zum 1. Januar 1923 aufgelöst. Capelle kam zum Amt Nordkirchen und Stockum zum Amt Herbern.
Im Rahmen der nordrhein-westfälischen Gebietsreform von 1975 wurden Stockum nach Werne und Capelle nach Nordkirchen eingemeindet. Werne gehört seitdem zum Kreis Unna und Nordkirchen zum Kreis Coesfeld.

## Einwohnerentwicklung
| Jahr | Einwohner | Quelle |
| ---- | --------- | ------ |
| 1858 | 3733      | [ 5 ]  |
| 1871 | 3752      | [ 6 ]  |
| 1885 | 3717      | [ 7 ]  |
| 1895 | 3698      | [ 8 ]  |
| 1910 | 5679      | [ 9 ]  |